# ヴェストシェラン県

ヴェストシェラン県
Vestsjællands Amt

ヴェストシェラン県（ヴェストシェランけん デンマーク語:Vestsjællands Amt）はかつて存在したデンマークの地方行政区画（県）。デンマーク東部、シェラン島西北部に位置する。行政府所在地はソーレ。地方行政区画再編により、2006年12月31日をもって廃止され、翌2007年1月1日より、シェラン地域に組み入れられた。